# Estrangulador de South Side (Chicago)
El Estrangulador de South Side es el epíteto mediático dado por los medios, y luego utilizado por las fuerzas del orden, a un asesino en serie activo en South Side, Chicago durante las décadas de 1990 y 2000, responsable de los asesinatos de numerosas niñas y mujeres jóvenes. Más tarde se establecería que los asesinatos fueron cometidos por diferentes delincuentes, incluidos varios asesinos en serie diferentes.

## Asesinatos
Todos los asesinatos tuvieron lugar en áreas urbanas del sur de Chicago, habitadas predominantemente por minorías y otros elementos marginados de la sociedad con bajo estatus social y educación y, a menudo, plagadas de delitos violentos. La zona es conocida por su grave situación criminal, especialmente durante la década de 1990, cuando se cometieron varios cientos de asesinatos en las calles, la mayoría de ellos relacionados con violaciones. Muchas de las víctimas se dedicaban a la prostitución o eran drogadictas.

## Perpetradores
- Andre Crawford: mató a 11 mujeres entre 1993 y 1999 en Englewood. Conocido por tener relaciones sexuales con los cadáveres de las víctimas.[5][6]
- Hubert Geralds: mató a 5 mujeres entre 1994 y 1995 en Englewood, lo que le valió el sobrenombre de El estrangulador de Englewood.[7] En 1999, tras una prueba de ADN, fue declarado culpable de matar a una mujer por cuyo asesinato otro residente de Chicago, Derrick Fluellen, fue condenado en 1995. Fluellen era sospechoso de varios otros asesinatos en Englewood, pero investigaciones posteriores revelaron que lo habían obligado a confesar.[8] En noviembre de 1999, se retiraron los cargos contra Fluellen. Inicialmente, Geralds fue declarado culpable de seis asesinatos, pero uno de los cargos fue retirado después de que Andre Crawford admitiera ese asesinato y su confesión demostró más detalles que la inicial de Geralds.[9]
- Kevin Taylor: extrabajador de Cheesecake Factory que mató a 4 mujeres durante el verano de 2001, arrojando sus cuerpos en callejones, contenedores de basura y casas abandonadas en todo el South Side.[10][11]
- Gregory Clepper: según los investigadores, estuvo activo en distintas zonas del South Side entre 1991 y 1996; Clepper también era buscado por varios cargos de violación en Saint Paul, Minnesota, donde vivió desde diciembre de 1994 hasta julio de 1995. A principios de mayo de 1996, Clepper fue arrestado por estrangular a Patricia Scott, de 30 años, cuyo cuerpo mantuvo en su habitación durante algún tiempo, pero luego lo desechó en un  contenedor de basura detrás de una escuela cercana, con la ayuda de Eric Henderson, de 29 años, y la madre de Clepper, de 48. Tras su arresto, la policía, basándose en pruebas y testimonios, afirmó que Clepper era sospechoso de al menos 26 asesinatos. Todas las víctimas estaban involucradas en la prostitución y la drogadicción, la mayoría de ellas cerca de la casa de Gregory, y algunas de ellas eran conocidas. Henderson le dijo a la policía a principios de 1995 que incluso había ayudado a Clepper a deshacerse del cadáver de Alicia Thomas, de 28 años, en un contenedor de basura, donde fue encontrado el 12 de enero de 1995.[12] El propio Clepper afirmó que, mientras estaba drogado, había estrangulado a unas 40 mujeres de diversas formas, dibujando mapas e indicando la ubicación de cada vertedero.[13] Sin embargo, después de que se realizó un análisis de ADN, fue excluido en al menos 14 casos y su testimonio fue declarado inválido. Más tarde, Earl Mac Jr. sería arrestado por uno de los asesinatos que Clepper había admitido.[14] En última instancia, Gregory Clepper sería condenado únicamente por el asesinato de Patricia Scott en julio de 2001, recibiendo 80 años de prisión sin posibilidad de libertad condicional. La Fiscalía del Condado de Cook anunció que llevarían a cabo más investigaciones, pero hasta enero de 2021 no se han presentado nuevos cargos contra Clepper.[15]
- Ralph Harris: atacó a 26 mujeres en Chatham y Avalon Park de 1992 a 1995, violando y matando a seis de ellas. Varias otras sobrevivieron con heridas de bala de diversa gravedad.[16]
- Geoffrey T. Griffin: mató a siete prostitutas y drogadictas en Roseland entre 1998 y 2000.[17][18]